# Каролювка (Люблинское воеводство)
Каролювка (пол. Karolówka) — деревня в Билгорайском повете Люблинского воеводства Польши. Входит в состав гмины Фрамполь. Находится примерно в 10 км к северу от центра города Билгорай. По данным переписи 2011 года, в деревне проживало 400 человек. Деревня Каролювка относится к католическому приходу церкви Пресвятой Богородицы деревни Корыткув-Дужи.

## История
Деревня образовалась как поселение при железном руднике, она была известна с XVI века.
В 1905 году в деревне насчитывалось 47 домов и 322 жителей.
В 1975—1998 годах деревня входила в состав Замойского воеводства.

## Население
Демографическая структура по состоянию на 31 марта 2011 года:
|         | Всего | До трудоспособного возраста | Трудоспособного возраста | Старше трудоспособного возраста |
| ------- | ----- | --------------------------- | ------------------------ | ------------------------------- |
| Мужчины | 208   | 50                          | 131                      | 27                              |
| Женщины | 192   | 39                          | 108                      | 45                              |
| Всего   | 400   | 89                          | 239                      | 72                              |